# مرکز تجارت جهانی بروکسل
مرکز تجارت جهانی بروکسل (به انگلیسی: World Trade Center of Brussels) یک مجموعه آسمان‌خراش در ناحیه تجاری مرکزی در بلوار آلبرت دو در بروکسل، بلژیک است. این برج‌ها از بلندترین ساختمان‌های بلژیک محسوب می‌شوند.